# Campeonato Capixaba de Futebol de 2013
O Campeonato Capixaba de Futebol de 2013, organizado pela Federação de Futebol do Estado do Espírito Santo (FES), foi a 97ª edição do campeonato. Teve seu começo em 25 de janeiro, reunindo dez equipes, sendo as oito participantes do Capixaba 2012 e as duas finalistas da Série B de 2012.

## Formato
Na primeira fase, dez equipes jogaram em turno e returno, todos contra todos. Na fase seguinte, as quatro melhores fizeram as semifinais, também em jogos de ida e de volta. Os vencedores fizeram as finais do campeonato. Os dois últimos colocados serão rebaixados. Apenas o campeão terá o direito de disputar a Copa do Brasil de 2014.

### Critérios de desempate
Os Critérios de desempate foram aplicados na seguinte ordem
1. Maior número de vitórias
2. Maior saldo de gols
3. Maior número de gols pró (marcados)
4. Confronto direto
5. Menor número no somatório de cartões vermelhos (3 pontos cada) e cartões amarelos (1 ponto cada)
6. Sorteio

## Equipes participantes
| Equipe                 | Cidade                  | Em 2012      | Estádio               | Capacidade | Títulos (mais recente) |
| ---------------------- | ----------------------- | ------------ | --------------------- | ---------- | ---------------------- |
| Aracruz                | Aracruz                 | 1º (série A) | Bambu                 | 2 400      | 1 2012                 |
| Botafogo               | Jaguaré                 | 2º (série A) | Conilon               | 3 150      | 0 (não possui)         |
| Desportiva Ferroviária | Cariacica               | 1º (série B) | Engenheiro Araripe    | 7 500      | 16 (2000)              |
| Espírito Santo         | Anchieta                | 8º (série A) | Davino Mattos         | 3 000      | 0 (não possui)         |
| Estrela do Norte       | Cachoeiro de Itapemirim | 2º (série B) | Estádio Sumaré        | 6 000      | 0 (não possui)         |
| Linhares               | Linhares                | 6º (série A) | Joaquim Calmon        | 2 000      | 1 (2007)               |
| Real Noroeste          | Águia Branca            | 7º (série A) | José Olímpio da Rocha | 3 100      | 0 (não possui)         |
| Rio Branco-ES          | Vitória                 | 4º (série A) | Engenheiro Araripe    | 7 500      | 36 (2010)              |
| São Mateus             | São Mateus              | 5º (série A) | Sernamby              | 4 500      | 2 (2011)               |
| Vitória-ES             | Vitória                 | 3º (série A) | Salvador Costa        | 3 000      | 9 (2006)               |

## Classificação
| Turno Único | Turno Único            | Turno Único | Turno Único | Turno Único | Turno Único | Turno Único | Turno Único | Turno Único | Turno Único | Turno Único | Turno Único | Turno Único |
| Pos         | Times                  | Pts         | J           | V           | E           | D           | GP          | GC          | SG          | %           | M           |             |
| ----------- | ---------------------- | ----------- | ----------- | ----------- | ----------- | ----------- | ----------- | ----------- | ----------- | ----------- | ----------- | ----------- |
| 1           | Aracruz                | 39          | 18          | 12          | 3           | 3           | 28          | 14          | +14         | 72          | Estável     |             |
| 2           | Desportiva Ferroviária | 35          | 18          | 10          | 5           | 3           | 36          | 21          | +15         | 64          | Estável     |             |
| 3           | Botafogo               | 32          | 18          | 10          | 2           | 6           | 33          | 17          | +16         | 59          | Estável     |             |
| 4           | Real Noroeste          | 27          | 18          | 7           | 6           | 5           | 32          | 26          | +6          | 50          | Estável     |             |
| 5           | Linhares               | 25          | 18          | 8           | 1           | 9           | 24          | 25          | -1          | 46          | Estável     |             |
| 6           | Vitória-ES             | 23          | 18          | 6           | 5           | 7           | 25          | 26          | -1          | 42          | Estável     |             |
| 7           | São Mateus             | 23          | 18          | 5           | 8           | 5           | 26          | 26          | +0          | 42          | Estável     |             |
| 8           | Estrela do Norte       | 22          | 18          | 5           | 7           | 6           | 24          | 26          | -2          | 40          | Estável     |             |
| 9           | Rio Branco-ES          | 15          | 18          | 4           | 3           | 11          | 23          | 34          | -11         | 27          | Estável     |             |
| 10          | Espírito Santo         | 6           | 18          | 0           | 6           | 12          | 13          | 49          | -36         | 11          | Estável     |             |

|  |                                |
|  | Classificado para a Fase Final |
|  | Rebaixado à Série B de 2014    |

## Primeira fase
Para ler a tabela, a linha horizontal representa os jogos da equipe como mandante. A coluna vertical indica os jogos da equipe como visitante.